# TIMELESS ROOKIE
『TIMELESS ROOKIE』（タイムレス ルーキー）は、BLUE ENCOUNTのEP。

## 解説
初回生産限定盤のDVDは『DESTINATION IS “PLACE”』ツアーファイナルとなった東京・渋谷QUATTROワンマン公演から3曲が収録されている。

## 収録曲
1. MEMENTO
2. ロストジンクス
3. NEVER ENDING STORY
4. AWESOME

### 初回盤特典DVD内容
1. NEVER ENDING STORY
2. アンバランス
3. HANDS